# Nathan Hosanski
Nathan Hosanski  (17 juin 1914, Pologne - août 1944) est un rabbin et résistant français, victime du nazisme.

## Biographie
Nathan Hosanski naît à Wasilków, en Pologne, le 17 juin 1914, il immigre, à l'âge de six ans, peu après 1920, à Mulhouse en France. 
En 1933, il entre au Séminaire israélite de France à  Paris et y demeure jusqu'en 1938. La même année, il obtient sa naturalisation et est nommé Rabbin de Reims jusqu'en 1939.
À la déclaration de la Seconde Guerre mondiale en 1939, il est mobilisé et entre dans un Régiment de Tirailleurs Algériens dans le Cher. Démobilisé à la signature de l'armistice, il est chargé à Lons-le-Saunier du titre d'aumônier auprès des réfugiés alsaciens.
En mars 1943, il devient rabbin de Toulouse en remplacement du rabbin Moïse Cassorla, qui a dû entrer dans la clandestinité. Il est aumônier de la prison Saint-Michel, accompagnant à ce titre Marcel Langer, responsable FTP-MOI, à la guillotine le 23 juillet 1943.

Nathan Hosanski s'investit lui-même dans la Résistance, assistant les clandestins, juifs ou aviateurs anglais, en fuite vers l'Espagne, et est un agent de liaison de l'Organisation Juive de Combat (OJC). En juillet 1943, il devient président de l'UJRE de Toulouse.
Harcelé par la Milice, qui envahit la synagogue Palaprat de Toulouse, le 25 août 1943, et menace les fidèles d'exécution, il refuse de donner la liste des membres de sa communauté. Le siège de la synagogue finit à la suite de l'intervention du préfet régional et de l'intendant de police.
En décembre 1943, il reçoit une lettre du Préfet de Toulouse l'informant que les Rabbins ne sont plus autorisés à visiter les détenus. Il est arrêté en janvier 1944. Interrogé sous la torture puis transféré à Drancy, il est déporté depuis la gare de Bobigny avec le Convoi n° 73 du 15 mai 1944 composé d'hommes uniquement et qui finit à Kaunas, Lituanie et Reval en Estonie,. Il y est assassiné en août 1944, à l'âge de 30 ans,,,.

## Honneurs
- Croix de guerre 1939-1945 avec étoile de bronze au titre de la résistance[13].
- Médaille de la Résistance française[14] par décret du 31 mars 1947.

## Hommages
- Une stèle a été érigée à son nom dans le cimetière israélite de Mulhouse, près des tombes de ses parents.